# 蔡金垵
蔡金垵（1965年—），福建晋江人，汉族，中华人民共和国政治人物、第十二届全国人民代表大会福建地区代表。
毕业于江南大学食品工程学院食品科学与工程专业。2013年，担任全国人大代表。